# Casa Lustron de J. P. McKee
Casa Lustron de J. P. McKee es una histórica residencia prefabricada de acero esmaltado ubicada en Jackson, Alabama, Estados Unidos. Diseñado y construido por Lustron Corporation, este ejemplo es uno de los dos en Jackson. El otro, la Casa Lustron de Doit W. McClellan está a pocos metros de distancia.
La casa forma parte del Registro Nacional de Lugares Históricos. Fue inscrito en el Registro Nacional el 24 de febrero de 2000, debido a su importancia arquitectónica.

## Historia
Las dos casas de Lustron en Jackson fueron erigidas en 1949 por un distribuidor local de Lustron, J. P. McKee de McKee Construction Company. Una jornada de puertas abiertas para ambos Lustrons se llevó a cabo a partir del 16 de abril de 1949. A partir de 2000, los exteriores de ambas cámaras estaban en cerca – a – estado original. Ambos estaban siendo utilizados como propiedades de alquiler.

## Descripción
La Casa Lustron de J. P. McKee es un ejemplo del modelo de 2 dormitorios "Westchester" de Lustron. Conserva el techo de acero esmaltado original, los paneles de las paredes y la columna de soporte en "zig-zag". Las casas Lustron venían en cuatro colores exteriores, la Casa McKee está en el color "Desert Tan" de la compañía.